# Charles Baud
Pour les articles homonymes, voir Baud.
Charles Baud, né le 17 avril 1825 à Apples et mort le 25 décembre 1908 à Apples, est une personnalité politique suisse.

## Biographie
De confession protestante, originaire d'Apples, Charles Baud est le fils de Marc Baud, agriculteur et syndic d'Apples, et de Jeanne Gibaud. Il épouse Françoise Cuendoz ; cette dernière meurt en 1895. Après le collège, il devient agriculteur. Il siège aux conseils de la Banque cantonale vaudoise, du Crédit foncier vaudois, de la Caisse hypothécaire cantonale. Il participe à la création du chemin de fer Bière-Apples-Morges dont il est un temps[Quand ?] le vice-président. Il est de plus membre du conseil d'arrondissement ecclésiastique et du synode et Lieutenant-colonel dans l'Armée suisse,.
Il lègue sa fortune et son domaine au canton de Vaud pour que soit créé un établissement philanthropique sur sa propriété. En 1912, le grand conseil décide de créer un « asile pour femmes infirmes et incurables ». L'Asile Commandant Baud ouvre ses portes en 1914 ; il devient par la suite l'établissement médico-social Fondation commandant Baud,.

### Carrière politique
Membre du Parti radical-démocratique, Charles Baud est député au Grand Conseil vaudois de 1858 à 1874 et de 1886 à 1889. Il est conseiller d'État dès le 1876 ; il y dirige le département militaire, puis celui de l'agriculture jusqu'en 1885. Il est en outre conseiller national du 3 décembre 1866 au 3 décembre 1893,,.